# Peter Vita
Peter J. Vita (Port Chester, (New York), 30 april 1910 - 7 januari 2004) was een Amerikaanse kapper. Hij was recordhouder 'kapper zijn'. Hij deed dit 81 jaar.
Vita knipte al op twaalfjarige leeftijd in de kapperszaak van zijn vader. Hij opende in 1930 zijn eigen kapperszaak en bleef kapper totdat hij in november 2003 een beroerte kreeg. Hij heeft een vermelding in het Guinness Book of Records en is wereldrecordhouder van de langste carrière als kapper.
Peter Vita overleed op 93-jarige leeftijd.